# جوناثان تويوز
جوناثان تويوز (مواليد 29 أبريل 1988) هو لاعب هوكي جليد كندي يلعب في نادي شيكاغو بلاكهوكس.